# Linda K. Hughes
Linda K. Hughes é professora de literatura Addie Levy na Texas Christian University. Ela é uma notável estudiosa que se foca na pesquisa sobre Literatura Feminina, Literatura Britânica e questões em torno de Género e Sexualidade.

## Publicações seleccionadas
- Hughes, LK, & Lund, M. (1999). Victorian Publishing and Mrs. Gaskell's Work. University of Virginia Press.[2]
- Hughes, LK (2010). A introdução de Cambridge à poesia vitoriana. Cambridge University Press.
- Hughes, LK (2005). Graham R.: Rosamund Marriott Watson, Mulher das Letras. Ohio University Press.